# Дейвид Бърковиц
Дейвид Ричард Берковиц (роден Ричард Дейвид Фалко на 1 юни 1953 г.), известен още като Синът на Сам и 44 калибър убиецът, е американски сериен убиец, който се признава за виновен за осем отделни атаки с огнестрелно оръжие, започнали в Ню Йорк през лятото на 1976 г.
Бърковиц израства в Ню Йорк и служи в американската армия, преди да извърши престъпленията си. Използвайки револвер „Булдог“ калибър 44, той убива шестима души и ранява седем други до юли 1977 г. Неговите убийства тероризират жителите на Ню Йорк и придобиват световна известност. С увеличаването на броя на жертвите, Бърковиц успява да се изплъзне от най-голямото полицейско преследване в историята на Ню Йорк, като оставя писма, които се подиграват на полицията и обещават допълнителни престъпления, които са широко разгласени от пресата.
През нощта на 10 август 1977 г. Бърковиц е заловен и откаран под стража от детективи пред жилищната му сграда в Йонкерс; впоследствие той е обвинен в осем атаки със стрелба. Той признава за всички тях и първоначално твърди, че се е подчинявал на заповедите на демон, под формата на куче, принадлежащо на съседа му „Сам“. Въпреки това Бърковиц е признат за психически компетентен да бъде изправен пред съда. Той се признава за виновен и е затворен в държавния затвор. Впоследствие признава, че историята с кучетата и дявола е измама. В хода на по-нататъшните полицейски разследвания се оказва, че Бърковиц също е замесен в много неразкрити палежи в града.
Дейвид Бърковиц излежава шест последователни доживотни присъди. В средата на 90-те той изменя показанията си, като твърди, че е бил член на насилствен сатанински култ, който е организирал инцидентите като ритуално убийство. Няколко правоохранителни органи заявяват, че твърденията му може да са достоверни, но той остава единственият човек, обвинен в стрелбата. Ново разследване на убийствата започва през 1996 г., но е спряно за неопределено време след неубедителни констатации.